# Pessa'h Sheni
Pessa'h Sheni (en hebreu: פסח שני) (en català: Segona Pasqua), és una celebració menor jueva que se celebra el 14 de Iar en el calendari hebreu. La celebració és esmentada en la Torà (Pentateuc), en el Llibre dels Nombres 9:1-14. Moisès anuncia que el sacrifici de la pasqua (el korban pessa'h, el sacrifici pasqual) només pot ser ingerit per aquelles persones que es troben pures.
Els homes manifesten la seva preocupació a Moisès, ja que havent ells estat en contacte amb els morts, no es troben purs des d'un punt de vista ritual i, per tant, no estan en condicions de complir amb el manament (mitsvà) de la pasqua. Moisès li consulta a Déu, qui li respon anunciant que tot aquell que es troba en un estat d'impossibilitat de sacrificar l'anyell pasqual el 14 de Nissan, tant sigui per dificultats d'observança, o d'incapacitat per viatjar fins al lloc del sacrifici, ha de fer el sacrifici el 14 de Iar, un mes després, i menjar el corder pasqual acompanyat amb matsà i maror.
Avui, després que fos destruït el Temple de Jerusalem, i havent desaparegut l'accés al Mont del Temple (l'únic element, segons la Torà, que podia purificar a aquells que haguessin estat en contacte amb els cossos), els jueus no poden fer el sacrifici de Pasqua, ni en Pessa'h ni en Pessa'h Sheni. S'acostuma a menjar un tros de matsà. També durant aquest dia s'ometen el Tachanun i les altres oracions de penitència, degut al caràcter festiu del dia.